# Sermentizon
Sermentizon – miejscowość i gmina we Francji, w regionie Owernia-Rodan-Alpy, w departamencie Puy-de-Dôme.

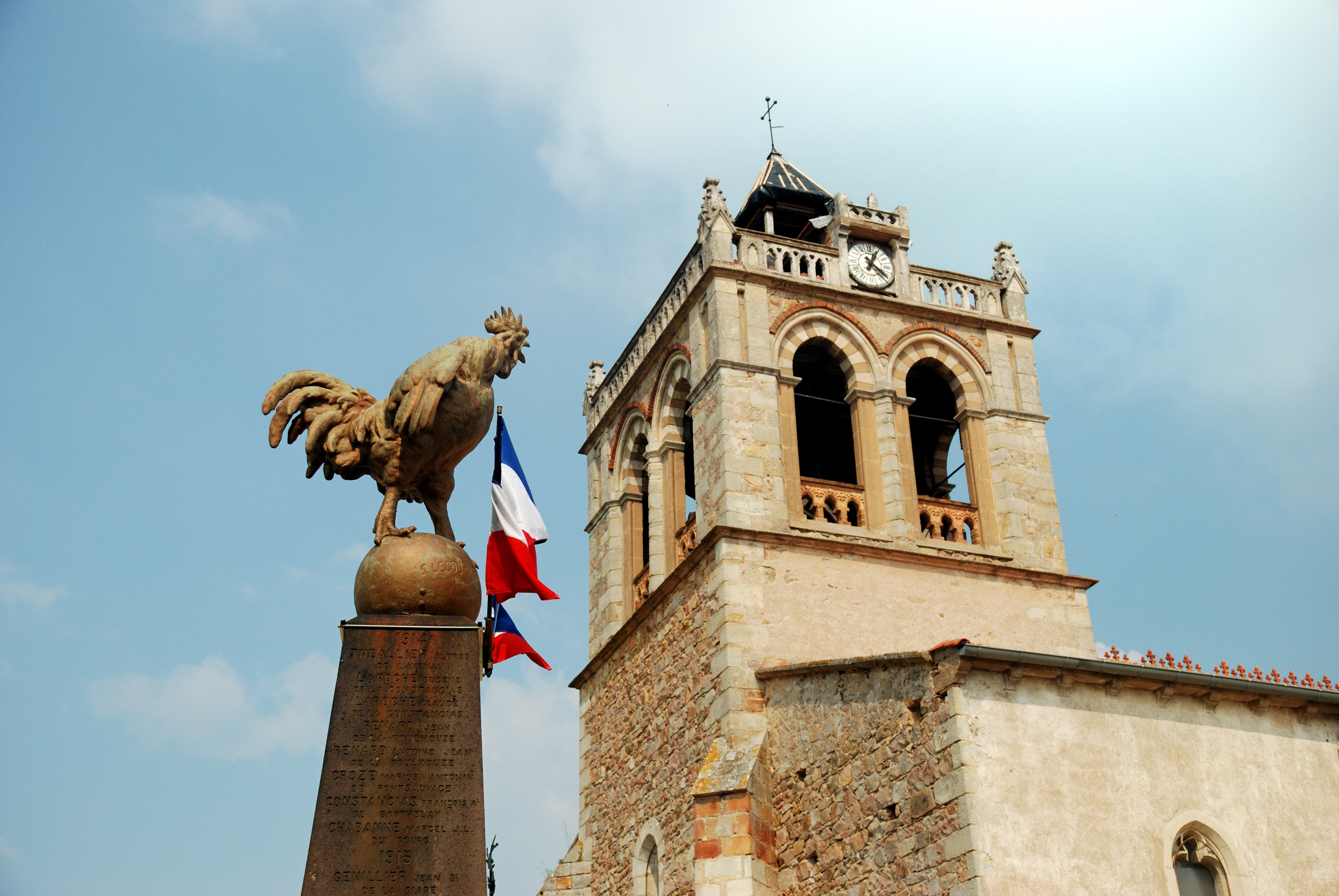

Według danych na rok 1990 gminę zamieszkiwało 436 osób, a gęstość zaludnienia wynosiła 24 osoby/km² (wśród 1310 gmin Owernii Sermentizon plasuje się na 440. miejscu pod względem liczby ludności, natomiast pod względem powierzchni na miejscu 511.).